# Бруге (Леко)
Бруге је насеље у Италији у округу Леко, региону Ломбардија.
Према процени из 2011. у насељу је живело 32 становника. Насеље се налази на надморској висини од 304 м.